# Deakovo, Kiustendil
Deakovo (în bulgară Дяково) este un sat în comuna Dupnița, regiunea Kiustendil,  Bulgaria. 

## Demografie
Componența etnică a satului Deakovo
     Nicio identificare (2,14%)
     Bulgari (97,85%)
     Altele (0%)
La recensământul din 2011, populația satului Deakovo era de 327 locuitori. Din punct de vedere etnic, majoritatea locuitorilor (97,85%) erau bulgari. Pentru 2,14% din locuitori nu este cunoscută apartenența etnică.